# Confederación Sindical Internacional
La Confederación Sindical Internacional (CSI) es la central sindical más grande del mundo. Fue creada el 1 de noviembre de 2006, a partir de la fusión de la Confederación Internacional de Organizaciones Sindicales Libres (CIOSL) y de la Confederación Mundial del Trabajo (CMT).
El congreso fundacional de la CSI se llevó a cabo en Viena, y fue precedido por los congresos disolutivos de la CIOSL y la CMT, llevados a cabo el 31 de octubre de 2006.
El CSI agrupa a todas las organizaciones anteriormente afiliadas a la CIOSL y a la CMT, junto con otras ocho federaciones sindicales nacionales, que pertenecen, por primera vez, a una organización sindical mundial. Se espera el ingreso a este grupo de la Confederación General del Trabajo de Francia y de la Central de Trabajadores de la Argentina. La Federación Sindical Mundial, que, antes de la fundación del CSI era la tercera central sindical más grande del mundo, continuará independiente.
Las organizaciones regionales de la CIOSL y la CMT deberán disolverse en el transcurso de 2007 para dar paso a nuevos sindicatos y federaciones nacionales.
El CSI representa a cerca de 166 millones de trabajadores, afiliados a 309 organizaciones en 156 países, y tiene su sede en Bruselas, Bélgica. La secretaria general de la CSI es Sharan Burrow, una sindicalista australiana quien remplazó a Guy Ryder como secretaria general en 2010.

## Directiva
- Sharan Burrow, secretaria general
- João Antonio Felicio, presidente
- Maria Fernanda Carvalho Francisco, presidenta adjunta
- Karl-Petter Thorwaldsson, presidente adjunto
- Jaap Wienen, secretario general adjunto
- Wellington Chibebe, secretario general adjunto[3]

## Críticas y apoyos
- La CTA de la Argentina apoyó a la CSI expresando:

Hoy asistimos al nacimiento de un nuevo sindicato internacional, una voz más fuerte y más unida a nivel mundial, destinada a abordar el desafío de la globalización con energía y esperanza renovadas.

- La CUT de Brasil, a través de su Secretario de Relaciones Internacionales manifestó:

Nunca el movimiento sindical tuvo una iniciativa que tuviese tamaña representatividad. La CSI ya formuló diagnósticos muy lúcidos y consistentes sobre el mundo del trabajo. Ahora precisamos pasar a la práctica, y eso debe incluir, necesariamente campañas y movilizaciones internacionales.

- Comisiones Obreras de España, a través de su secretario general expresó:

La nueva CSI debe ser un sujeto político autónomo en el escenario mundial, para representar la mayor riqueza, que son sus trabajadores y, para establecer con ellos otro modelo de globalización que respete los derechos de los trabajadores.

- La UGT de España sostuvo a través de su secretario general:

La CSI es un instrumento imprescindible para afrontar el desafío de la globalización, porque queremos que nuestra voz se escuche, y nuestras demandas sean atendidas.

- La CGT de Francia, a través de su secretario general señaló:

Al declarar solemnemente nuestra adhesión a los principios y valores de la Confederación Sindical Internacional nos comprometemos a dar vuelta la página de la división del sindicalismo internacional, nos comprometemos a superar las diferencias anteriores para construir, ensamblar, una organización unitaria y pluralista.

- La Confederación de Unidad Sindical de Guatemala (CUSG), a través de su delegado, sostuvo:

Hemos venido con el propósito de participar en la integración de esta nueva organización mundial porque creemos que va a fortalecerse así la unidad y la lucha sindical.

- La CNT-AIT de España expresó en un comunicado:

Lo que ha nacido no es una organización para el progreso de la clase trabajadora del orbe planetario, sino una Internacional de la burocracia sindical llevada a puerto por las burocracias de los bien conocidos sindicatos nacionales y de dos también conocidas organizaciones sindicales internacionales.